# Tetraetilo de plomo
El tetraetilo de plomo, abreviado TEL (CH3CH2)4Pb, es un componente de química organometálica tóxico usado en la extinta gasolina con plomo super de 97 octanos y Normal de 92 octanos como aditivo antidetonante.
El plomo, como no interviene en la combustión, es expulsado con los gases de escape. Es un metal pesado venenoso para el cuerpo humano, ya que ataca al sistema nervioso. Actualmente se utiliza gasolina sin plomo que usa otros elementos no contaminantes como antidetonante.

## Historia
En 1853, el químico alemán Karl Jacob Löwig (1803–1890) preparó por primera vez lo que afirmaba ser Pb2(C2H5)3 a partir de yoduro de etilo y de una aleación de plomo y sodio. En 1859, el químico inglés George Bowdler Buckton (1818–1905) informó de lo que decía ser  Pb(C2H5)2 a partir de zinc etil (Zn(C2H5)2) y cloruro de plomo. Autores posteriores dan crédito a que ambos métodos de preparación producían tetraetilo de plomo.

### Historia del TEL en los combustibles
Independientemente de los detalles de su descubrimiento  químico, el tetraetilo de plomo permaneció sin importancia comercial hasta la década de 1920. En 1921, bajo la dirección de Dupont Corporation que fabricaba TEL, Thomas Midgley, que trabajaba bajo Charles Kettering en General Motors Corporation Research, encontró que era un efectivo agente antidetonamiento. General Motors patentó el uso de TEL como agente antidetonante y usó el nombre "Ethyl" que había sido propuesto por Kettering en sus materiales de marketing, evitando así la connotación negativa de la palabra "plomo".
En la actualidad el TEL solo es utilizado en el combustible de aviación Avgas 100LL.

## Funcionamiento y uso
El plomo era uno de los aditivos capaces de aumentar el octanaje. Había otros como el etanol, pero el plomo era más barato. Emitía unos pocos gramos de plomo tóxico a la atmósfera con cada depósito. 
Al quemarse el hilo se liberaba el plomo y producía acumulación de metal dentro del motor. Para evitarlo se añadía otro aditivo de bromo o cloro que lo eliminaba hacia la atmósfera.
Esta acumulación también tenía un efecto positivo. El plomo acumulado en los asientos de válvula amortiguaba el golpeteo de las válvulas.
Por este motivo no se recomendaba usar exclusivamente sin plomo 95 o 98 en un motor no pensado para usar el nuevo combustible. El posible daño no era inmediato sino que debía aparecer al cabo de varios miles de km.
Para evitar el problema y emitir menos plomo, se podía intercalar un depósito con gasolina con plomo entre cada 4 o 5 de sin plomo. Siempre que el octanaje del combustible sin plomo no sea insuficiente para el buen funcionamiento del motor.
A partir de 1993 todos los vehículos nuevos funcionaban obligatoriamente con gasolina sin plomo. Ese año todos los vehículos de gasolina incorporaban el catalizador y el plomo lo contaminaba en 1 o 2 depósitos de gasolina con plomo.
Finalmente en 2002 la gasolina Súper con plomo se deja de vender en España y se sustituye durante un tiempo con otra de características similares pero sin plomo, con 97 octanos como su predecesora. 
En Europa, el pentacarbonilo de hierro fue utilizado en lugar de tetraetilo de plomo. Dos aditivos más modernos usados en combustibles alternativos son el ferroceno  y tricarbonilo metilciclopentadienil manganeso.

## Reacciones
Una característica notable del TEP es la fragilidad de sus cuatro enlaces C-Pb. A las temperaturas encontradas en los motores de combustión interna, el (CH3CH2)4Pb. se descompone completamente en plomo y óxidos de plomo, así como en radicales etil, combustibles y de corta vida. El plomo y los óxidos de plomo remueven los radicales intermedios en las reacciones de combustión. Esto previene la combustión de combustible sin quemar durante la fase de escape. El plomo es en sí mismo el agente anti explosivo, y el TEP sirve como un portador gosolino-soluble. Cuando el (CH3CH2)4Pb se quema, este no sólo produce dióxido de carbono y agua, sino también plomo
(CH3CH2)4Pb + 13 O2 → 8 CO2 + 10 H2O + Pb
Este plomo se puede oxidar más para dar especies tales como óxido de plomo (II):
2 Pb + O2 → 2 PbO
El Pb y PbO se sobre acumularán rápidamente y destruirán el motor. Por esta razón, se utilizan los aditivos 1,2-dibromoetano y 1,2-dicloroetano junto al TEP para remover el plomo; en forma de los compuestos volátiles Bromuro de Plomo (II) y Cloruro de Plomo (II), los cuales son expulsados del motor a la atmósfera.

## Toxicidad
La acción tóxica o saturnismo de este compuesto sobre el organismo es evidente por sus efectos a dos niveles: corazón y sistema nervioso central. Produce respectivamente un aumento de la sensibilidad del miocardio a la adrenalina y un efecto anestésico.